# North Vancouver-Capilano (circonscription britanno-colombienne)
Pour les articles homonymes, voir North Vancouver (homonymie) et Capilano.
Circonscription électorale provinciale du Canada
North Vancouver-Capilano est une ancienne circonscription provinciale de la Colombie-Britannique représentée à l'Assemblée législative de la Colombie-Britannique de 1966 à 1991.

## Géographie
La circonscription représente une partie de la région de North Vancouver.

## Liste des députés
| Législature                                                                                               | Années                                            | Député                                            | Député                                            | Parti                                             |
| North Vancouver-Capilano Issue de North Vancouver                                                         | North Vancouver-Capilano Issue de North Vancouver | North Vancouver-Capilano Issue de North Vancouver | North Vancouver-Capilano Issue de North Vancouver | North Vancouver-Capilano Issue de North Vancouver |
| --- | ------------------------------------------------- | ------------------------------------------------- | ------------------------------------------------- | ------------------------------------------------- |
| 28e | 1966–1968                                         |                                                   | Raymond Perrault                                  | Libéral                                           |
| 28e | 1968-1969                                         |                                                   | David Maurice Brousson                            | Libéral                                           |
| 29e | 1969–1972                                         |                                                   | David Maurice Brousson                            | Libéral                                           |
| 30e | 1972–1974                                         |                                                   | David Maurice Brousson                            | Libéral                                           |
| 30e | 1974-1975                                         |                                                   | Gordon Fulerton Gibson                            | Libéral                                           |
| 31e | 1975–1979                                         |                                                   | Gordon Fulerton Gibson                            | Libéral                                           |
| 32e | 1979–1983                                         |                                                   | Angus Creelman Ree                                | Créditiste                                        |
| 33e | 1983–1986                                         |                                                   | Angus Creelman Ree                                | Créditiste                                        |
| 34e | 1986–-1991                                        |                                                   | Angus Creelman Ree                                | Créditiste                                        |
| Circonscription abolie, voir North Vancouver-Lonsdale, North Vancouver-Seymour et West Vancouver-Capilano |                                                   |                                                   |                                                   |                                                   |